# Newell (Virginie-Occidentale)
Pour les articles homonymes, voir Newell.
Newell est une census-designated place située dans le comté de Hancock, dans l’État de Virginie-Occidentale, aux États-Unis. Lors du recensement de 2020, elle comptait 1 203 habitants.